# Efantia Kairi
Efantia Kairi (gr.: Ευανθία Καΐρη, ur. 1799 w Andros, zm. 1866 tamże) – grecka poetka, pisarka, dramaturg, tłumaczka, intelektualistka, feministka. Pierwsza kobieta w Grecji, której sztukę wydano drukiem.

## Życiorys
Urodziła się na greckiej wyspie Andros jako siódme dziecko Asiminy Kambanaki i Nikolaosa Kairisa. Przeniosła się do Kidonies w 1812 roku, gdy jej brat Teofilos Kairis został zatrudniony jako nauczyciel w miejskim liceum i zajął się również jej edukacją. Biegle znając język angielski, francuski i włoski, dokonywała licznych przekładów. Od 1818 roku prowadziła znaną szkołę dla dziewcząt i przetłumaczyła na język grecki wiele francuskich prac dotyczących edukacji kobiet.
Począwszy od 1821 roku podczas wojny o niepodległość Grecji, szukała pomocy wśród organizacji kobiecych w Europie, a poprzez swoje kontakty wpłynęła na rozwój silnego ruchu filhellenistycznego w Europie i Stanach Zjednoczonych wśród kobiet intelektualistek. W 1824 roku towarzyszyła bratu Dimitrisowi w podróży do Ermupoli na wyspie Siros, gdzie pozostała z nim do 1839 roku. Tam nawiązała kontakty z kilkoma amerykańskimi misjonarzami protestanckimi, odnoszących się do niej z uznaniem. W 1826 roku napisała trzyaktową sztukę Nikieratos o Greczynkach, które oddały życie podczas oblężenia Missolungi. Pisana od kwietnia do lipca i opublikowana anonimowo w Nauplionie, w tym samym roku została wystawiona w Ermupoli. Była to pierwsza w historii wydana sztuka Greczynki. Ostatnie lata Kairi spędziła na swojej rodzinnej wyspie Andros, gdzie prowadziła dom dla wojennych sierot.